# ECAD
ECAD (Escritório Central de Arrecadação e Distribuição) — национальное коллекторское агентство по авторскому праву в Бразилии. Агентство состоит из шести партнерских организаций: BRAMUS, АМАР, SBACEM, SICAM, SOCINPRO и UBC, а также ассоциированных членский организаций ABRAC, ANACIM, ASSIM и SADEMBR.
Штаб — квартира агентства расположена в Рио-де-Жанейро. Национальное коллекторское агентство создано в соответствии с Законом № 5 0,988 / 73 и поддерживается Федеральным законом № 9,610 / 98. В 2012 году агентством было собрано более 625 миллионов реалов.
ECAD проводит также производят ранжирование звучащей по радио музыки.

## Члены ассоциации
- ABRAC — Бразильская ассоциация авторов, композиторов, художников и музыкантов;
- ABRAMUS — Бразильская ассоциация музыки и искусств;
- AMAR — Общество музыкантов, аранжировщиков и дирижеров;
- SO — Общество интерпретаторов и музыкантов;
- SADEMBRA — Общество музыкально — исполнительского управления авторскими правами в Бразилии;
- SBACEM — Бразильское общество авторов, композиторов и музыкальных писателей;
- SICAM — Независимое общество композиторов и музыкальных авторов;
- SOCINPRO — Бразильское общество по вопросам управления и защиты прав интеллектуальной собственности;
- UBC — Бразильский союз композиторов.

## Сговор
В 2012 году пятнадцати чиновникам агентства были предъявлены обвинения после расследования, проведенного Сенатом Бразилии. Были подозрения, что в ECAD якобы брали деньги, предназначенные для художников и вступали с ними в ценовой сговор. В этом же году компания была вовлечена в споры при попытке собрать деньги от размещения видео на сайте Youtube.